# Isidore de Rudder
Isidore de Rudder (1855-1943) fue un escultor ceramista  y pintor belga del período Art Nouveau.

## Vida y obras

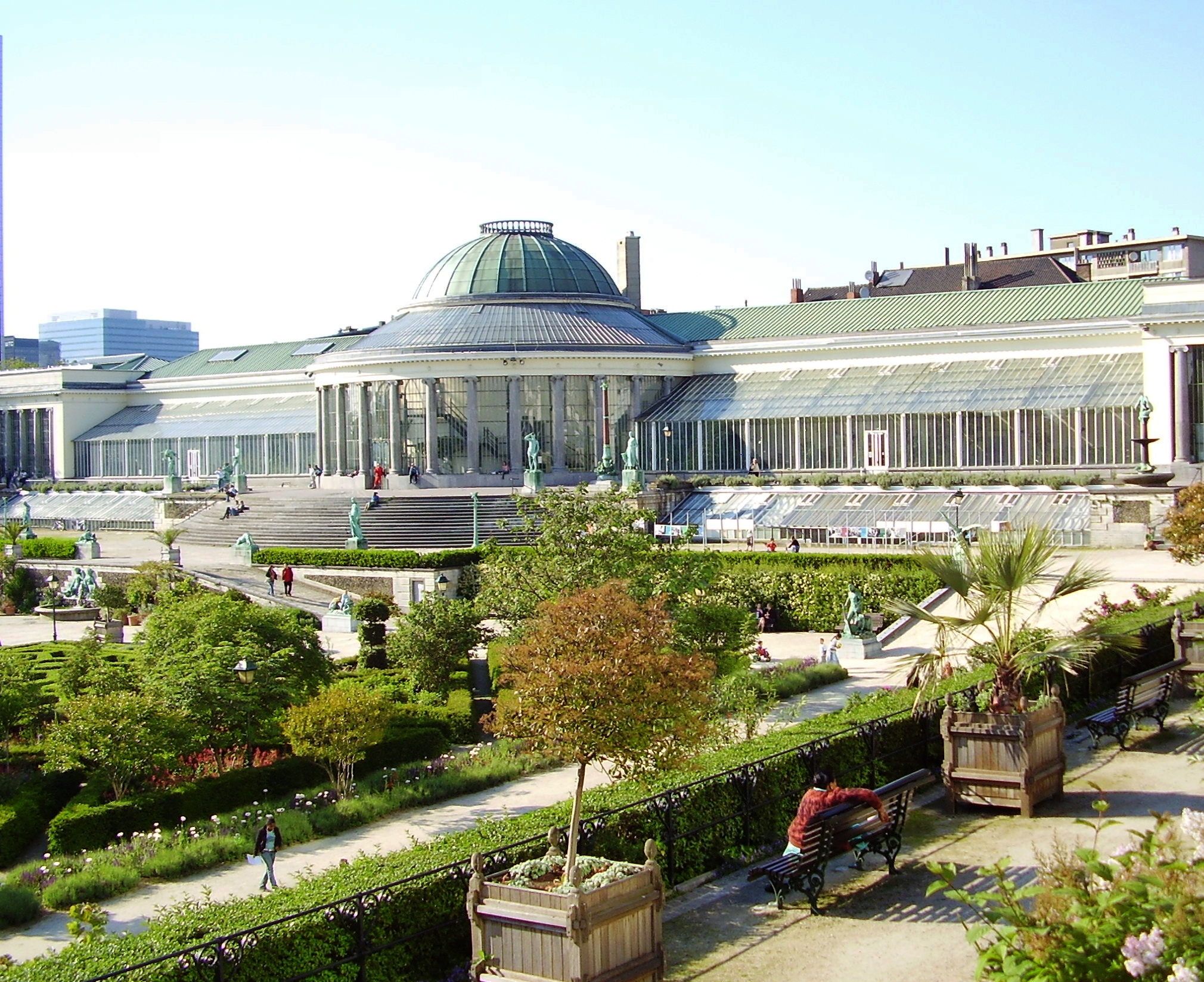
Vista general del jardín botánico de Bruselas

Escultor y ceramista, fue también profesor del escultor Philippe Wolfers del que realizó un busto.
El Museo de Cerámica de Andenne conserva varias obras de Isidore De Rudder:
- 'Princesse Maleine '(entre 1892 y 1914), basada en la obra La princesa Malena de Maurice Maeterlinck
- Daphné (1894)
- porta-paraguas(1895)
- máscara (hacia1900)
- máscara de la Paz (hacia 1900)

El Jardín Botánico de Bruselas conserva entre otras muchas esculturas el bronce titulado Le Héron - la garza, obra de  De Rudder. (imagen) 
Durante la Primera Guerra Mundial participó en el diseño de textiles, en la campaña de preservación de la industria del encaje. Falleció en el transcurso durante la Segunda Guerra Mundial.